# Against All Will
Against All Will es un grupo de música de rock de Los Ángeles, California, Estados Unidos que crearon su primer álbum A Rhyme & Reason en invierno de 2009 con Jimmy Allen (anteriormente de Puddle Of Mudd), Jeff Current (anteriormente de Seven Story Drop), Steve "Boomstick" Wilson (anteriormente de Dead Kennedys y t.A.T.u.), y Cello Dias (anteriormente de Soulfly). Canciones All About You y The Drug I Need se clasificaban en las encimas 50 de radio de rock nacional estadounidense en 2010, mientras The Drug I Need estaba añadido a Sirius XM Octane Mejores 15 ese mismo a~o.
En marzo de 2011, Phillip Gonyea reemplezaba a Wilson en tambores.

## Historia
Against All Will estaba formado en 2007 por Jimmy Allen que gastaba algunos a~os escribiendo para banderas y trabajando en proyectos independientes después de salir de Puddle of Mudd.